# Allen (rivière)
Pour les articles homonymes, voir Allen.
La rivière Allen (anglais : Allen River) est une rivière de la région du West Coast au sein de l'Île du Sud de la Nouvelle-Zélande. 

## Géographie
Elle s'écoule le long de la partie sud de la chaine de l'Allen Range (qui culmine à 1 450 m) formant la limite entre le district de « Côte Ouest » et le district de Tasman.
La rivière présente des affluents à droite et gauche sur toute sa longueur mais la majorité du courant vient de ses affluents droits dans une vallée encaissée entre deux confluents. La rivière s'écoule vers le sud dans une gorge étroite et est rejointe par la rivière Johnson 200 m en amont de sa confluence avec la branche nord de la Mokihinui.